# 北冰洋會議
首届北冰洋会议于2008年5月27日至29日在格陵兰的伊卢利萨特召开。加拿大、丹麦、挪威、俄罗斯和美国五国在会议上针对与北冰洋相关的关键问题展开讨论。 此次会议因为其有关环境法规、海上安全、矿产勘查、极地石油监督及海上运输的计划而意义重大。会议结束时与会各国发表了伊卢利萨特联合声明。
此次会议是第一次由该地区五方力量参与的部长级会议。 该会议是在2007年发生了数次针对北极的领土要求事件之后，应丹麦外交大臣佩尔·斯蒂·默勒和格陵兰总理汉斯·埃诺克森之邀召开的。默勒说：“我们必须履行我们在北冰洋地区的义务，直到联合国决定谁将拥有这片海域及该地区的资源。我们必须就相关规则以及气候变化使北冰洋能进行更多航运之后该做些什么达成一致。我们需要向各自的国民和世界其他国家发出一个共同的政治信号，那就是环北冰洋五国会以负责任的态度应对机会及挑战。”
伊卢利萨特的冰层融化是此次里程碑似的会议的一个恰当的背景。
出席此次部长级会议的各方为:
- 加拿大:  加里·伦, 加拿大自然资源部长[8]
- 丹麦: 佩尔·斯蒂·默勒、 汉斯·埃诺克森
- 挪威:  乔纳斯·盖尔·斯托雷, 挪威外交部长
- 俄罗斯: 谢尔盖·拉夫罗夫,  俄罗斯外交部长[9][10]
- 美国:  约翰·内格罗蓬特, 美国副国务卿[1]

## 争议
此次会议列入北极理事会的一些成员, 而排除其他成员(土著人, 芬兰, 冰岛, 及瑞典) 的做法引起了争议。
在为丹麦决定排除一些北极理事会成员辩解时，丹麦外交部国际法专家托马斯·温克勒说，“在伊卢利萨特召开的此次会议不是对北极理事会的一次竞争。 我们要讨论的问题将是强调环北冰洋五国的责任。”
格陵兰政治家、因纽特人北极圈理事会前主席阿克卢克·林格关切的是北极圈内的土著人正在被“边缘化”。他说：“因纽特人对主权有着自己的定义。"